# Elaphidion elongatum
Elaphidion elongatum là một loài bọ cánh cứng trong họ Cerambycidae.